# Dove era lei a quell'ora
Dove era lei a quell'ora è l'album di esordio del complesso musicale italiano degli Alunni del Sole, pubblicato nel giugno del 1972.

## Il disco
Il lato A del disco è costituito da una suite suddivisa in quattro brani, che racconta la vicenda di un uomo accusato di omicidio, mentre sul retro sono presenti brani già pubblicati su 45 giri, Fantasia nel 1970, Collane di conchiglie nel 1971 e, nello stesso anno, Ombre di luci.
Nel 1992 la vicenda narrata nella title track ispira il soggetto del film Dov'era lei a quell'ora? di Antonio Maria Magro.
Gli arrangiamenti sono curati dal maestro Gianni Mazza; una prima registrazione del disco era stata curata da Giorgio Gaslini, ma la casa discografica, ritenendola poco commerciale, non l'aveva pubblicata, e solo nel 2015 è stata stampata in CD con altri inediti, grazie al ritrovamento dei master originali da parte di Simone Casetta, il figlio di Antonio Casetta, il fondatore e titolare della Produttori Associati.
Nel 2020 la versione inedita con gli arrangiamenti di Gaslini è stata commercializzata come album digitale dalla label Bluebelldisc.

## Edizioni
- Giugno 1972: Produttori Associati, PA/LP 38 (33 giri)
- 2013: On Sale Music, 64-OSM-097 (CD, con bonus track tratte dai 45 giri[7])
- 14 ottobre 2014: Sony Music (CD, ristampa del 33 giri originale senza bonus tracks, all'interno di un cofanetto con tutti gli altri album del complesso ristampati in CD[8])
- 9 ottobre 2015: Produttori Associati, PA/LP20 (CD, versione inedita arrangiata da Giorgio Gaslini con bonus tracks[5])
- 20 novembre 2020: Bluebelldisc Past Master su licenza Off Sas, BPM D2-0710 (EP digitale, versione inedita arrangiata da Giorgio Gaslini)

## Tracce

### Lato A
1. Dove era lei a quell'ora (Paolo Morelli)
2. Il paese dei coralli (testo: Alfonso Barbieri – musica: Paolo Morelli)
3. La mia innocenza (Paolo Morelli)
4. Vento azzurro, l'acqua verde del porto (Paolo Morelli)

### Lato B
1. Un ricordo (Paolo Morelli)
2. Cosa voglio (Paolo Morelli)
3. Fantasia (testo: Ettore De Carolis – musica: Paolo Morelli)
4. Ombre di luci (Paolo Morelli)
5. Collane di conchiglie (Paolo Morelli)

## Formazione
- Paolo Morelli: voce, pianoforte
- Bruno Morelli: voce, chitarra
- Giulio Leofrigio: batteria
- Giampaolo Borra: basso